# Stefan Grabowski (1899–1940)
Stefan Grabowski (ur. 10 sierpnia 1899 w Dolsku, zm. wiosną 1940 w Katyniu) – polski sędzia, podporucznik artylerii rezerwy Wojska Polskiego, ofiara zbrodni katyńskiej.

## Życiorys
Syn Juliusza i Otylii z domu Fonrobert. Wyjechał na naukę do Poznania i ukończył Gimnazjum im. Marii Magdaleny. Podjął studia prawnicze na Uniwersytecie Poznańskim. Uczestniczył w powstaniu wielkopolskim. W czasie studiów brał udział w akcjach plebiscytowych na Warmii i Mazurach, a także był współzałożycielem korporacji studenckiej Lechia. W 1922 zdobył tytuł magistra prawa. Pracował jako referent, a później jako sekretarz w Ministerstwie byłej Dzielnicy Pruskiej (1919–1922). Zdał egzamin sędziowski i został sędzią Sądu Powiatowego w Poznaniu. Później był też sędzią Sądu Apelacyjnego w Poznaniu. W latach 1935–1937 pełnił funkcję prezesa Koła Filistrów Lechii. Od 1938 był prezesem Sądu Okręgowego w Chojnicach.
W czasie kampanii wrześniowej 1939, po agresji ZSRR na Polskę, 21 września został aresztowany przez Sowietów. W październiku 1939 przebywał w obozie jenieckim w Wołogdzie, a następnie w Kozielsku. Między 3 a 5 kwietnia 1940 przekazany do dyspozycji naczelnika smoleńskiego obwodu NKWD – lista wywózkowa bez numeru z 2 kwietnia 1940. Między 4 a 7 kwietnia 1940 został zamordowany w lesie katyńskim przez funkcjonariuszy Obwodowego Zarządu NKWD w Smoleńsku oraz pracowników NKWD przybyłych z Moskwy na mocy decyzji Biura Politycznego KC WKP(b) z 5 marca 1940. Ofiary tej zbrodni grzebano w bezimiennych mogiłach zbiorowych, gdzie od 28 lipca 2000 mieści się oficjalnie Polski Cmentarz Wojenny w Katyniu. W miejscu tym prowadzone były ekshumacje i prace archeologiczne, jednak Stefan Grabowski nie został zidentyfikowany.

### Życie prywatne
14 lipca 1930 ożenił się z Józefą Budziszewską, z którą miał syna Andrzeja (1931–2015). Jego wnukiem jest dr Maciej Grabowski.

## Odznaczenia
- Krzyż Kampanii Wrześniowej 1939 (pośmiertne odznaczenie w 1986 roku wszystkich ofiar zbrodni katyńskiej)
- Odznaka Pamiątkowa Wojsk Wielkopolskich

## Upamiętnienie
5 października 2007 minister obrony narodowej Aleksander Szczygło mianował go pośmiertnie na stopień porucznika. Awans został ogłoszony 9 listopada 2007 w Warszawie, w trakcie uroczystości „Katyń Pamiętamy – Uczcijmy Pamięć Bohaterów”.
13 kwietnia 2016, w ramach akcji „Katyń... pamiętamy” / „Katyń... Ocalić od zapomnienia”, w ogrodzie Pałacu Prezydenckiego został zasadzony Dąb Pamięci poświęcony wszystkim Ofiarom Zbrodni Katyńskiej, certyfikat z numerem 1.